# Gaspard de Montpezat
Gaspard de Montpezat (mort en 1522) est un ecclésiastique qui fut évêque de Rieux de 1518 à 1522.

## Biographie
En 1500, apr̠ès la mort de l'évêque Hugues d'Espagne le chapitre de chanoines se divise sur le choix de son successeur ; un parti élit Bertrand d'Espagne, un autre choisit un certain Pierre de la Porte. Bertrand d'Espagne se désiste ou meurt mais le choix de ses partisans se reporte sur Gaspard de Montpezat, cistercien à l'abbaye de Bonnefont puis abbé de l'abbaye de l'Escaladieu. Le pape Alexandre VI intervient dans le conflit, il oppose une « objection dirimante » à la nomination de Gaspard de Montpezat et impose in fine en 1509 avec l'accord du roi Louis XII de France Pierre-Louis de Voltan.
Finalement Gaspard de Montpezat est le premier évêque nommé en 1518 en vertu du Concordat de Bologne par le pape Léon X sur présentation du roi François Ier. En décembre 1520 il est chargé par le même souverain pontife de mettre Jean de Pins en possession de l'évêché de Pamiers, mais ce dernier n'est pas consacré et lui succède comme évêque de Rieux à sa mort dès 1522. Pendant son épiscopat le diocèse de Rieux est administré « de facto » , un temps, par Louis d'Aurelle, conseiller au Parlement de Paris et par Jean évêque titulaire de Callipolis (de).